# 불가리아 공국
불가리아 공국(불가리아어: Княжество България 크냐제스트보 벌가리야)은 1878년 베를린 조약에서 인정받은 국가로, 사실상 오스만 제국의 독립된 속국이었다.
러시아-튀르크 전쟁이 러시아의 승리로 끝난 후, 산스테파노 조약이 1878년 3월 3일 러시아와 오스만 제국 사이에 체결되었다. 그에 따라, 이상하리만큼 큰 규모의 불가리아인의 국가 수립이 합의되었다. 발칸반도의 불가리아인들을 다 에워쌀 정도의 크기였고 모이시아, 트라키아 그리고 마케도니아의 대부분까지 포함되었으며 흑해와 에게해까지 뻗쳐있을 정도의 크기였다. 하지만, 영국과 오스트리아-헝가리 제국은 발칸반도에 거대한 러시아의 종속국을 만드는데 인정하지 않았고, 그런 불만이 지중해 근해의 힘의 균형을 옮겨가게 만들었다. 이 때문에, 강대국들의 회의가 열리고 산스테파노 조약 대신 베를린 조약을 체결하게 된다.
그것은 공국을 더 작은 크기로 만들어버렸고, 그 옆에 나란히 동부 루멜리아를 오스만 제국 안에 넣게 하였다. 불가리아 공국은 비록 오스만 제국의 속국이었지만 그들만의 조직, 국기, 국가와 해외정책을 가지고 있었다. 그러나 1885년, 그러다 1885년, 무혈혁명의 결과로 동부 루멜리아는 사실상 불가리아에게 합병되기에 이르고, 오스만 제국은 토파네 협정으로 인수를 끝낸다. 마침내 1908년 10월 5일, 불가리아는 불가리아 왕국으로 독립을 선언한다.

## 배경
1396년, 불가리아-오스만 전쟁은 불가리아 제국의 참패로 끝나면서 오스만은 발칸으로 침공하고 그 안의 구역을 분할하였다. 오스만의 통치 아래에서, 불가리아의 엘리트들은 무참히 파괴되었고 국민의 의식은 억압되었다.
18세기 말 불가리아의 독립 운동은 불가리아인의 동질성을 회복시키게 하였고 새 불가리아 정부를 만들겠다는 생각에 불을 지폈다. 무수한 혁명 운동과 오스만에 대한 반란은 나란히 비슷한 행동을 발칸의 나머지 구역에서도 일어나게 하였고, 1877~1878년 러시아-튀르크 전쟁으로 절정에 달한다.